# 雅姫乃
雅 姫乃（みやび ひめの）は、日本の女性声優。主にアダルトゲームに声をあてている。

## 出演
太字はメインキャラクター。

### アダルトゲーム
2005年
- カルタグラ 〜ツキ狂イノ病〜 / 《REBIRTH FHD SIZE EDITION》（2005年 - 2023年、初音）- 2作品
- 夜刀姫斬鬼行（ハインリケ・フォン・エルレンマイヤー）
- 夜明け前より瑠璃色な（遠山翠）

2006年
- りこりす〜Lycoris Radiata〜 / DVDPG Edition（2006年 - 2007年、牡丹）- 2作品

2007年
- 月光のカルネヴァーレ（アンナ）

2008年
- 殻ノ少女 / 《FULL VOICE HD SIZE EDITION》（2008年 - 2019年、雨宮初音）- 2作品

2009年
- 祝福のカンパネラ / 祝祭のカンパネラ!（2009年 - 2010年、シェリー・メイクラフト）- 2作品
- 夜明け前より瑠璃色な -Moonlight Cradle-（遠山翠）

### 一般ゲーム
- カルタグラ〜魂ノ苦悩〜（2005年、初音）
- ニトロプラス ブラスターズ -ヒロインズ インフィニット デュエル-（2015年、アンナ）

### アダルトアニメ
- カルタグラ 〜ツキ狂イノ病〜（2009年、初音）